# Baureihe 280 (DR)
Baureihe 280 – elektryczny zespół trakcyjny produkowany w latach 1973-1974 dla kolei wschodnioniemieckich. Wyprodukowano cztery zespoły wagonowe. Pierwszy elektryczny zespół trakcyjny wyprodukowano w październiku 1973 roku. Drugi wagonowy zespół zaprezentowany został na wiosennych targach lipskich w 1974 roku. Wyprodukowane zostały do podmiejskich pociągów pasażerskich na zelektryfikowanych liniach kolejowych. Elektryczne zespoły trakcyjne zostały pomalowane na kolor bordowy. Elektryczne zespoły trakcyjne były eksploatowane do 1981 roku oraz zostały przebudowane na wagony silnikowe do konserwacji sieci trakcyjnej.